# Agama robecchii
Espèce
Agama robecchii est une espèce de sauriens de la famille des Agamidae.

## Répartition
Cette espèce se rencontre en Somalie et en Éthiopie.

## Étymologie
Cette espèce est nommée en l'honneur de Bricchetti Robecchi.

## Publication originale
- Boulenger, 1892 "1891" : On some Reptiles collected by Sig. L. Bricchetti Robecchi in Somaliland. Annali del Museo civico di storia naturale di Genova, sér. 2, vol. 12, p. 5-15 (texte intégral).